# Новосельська сільська рада (Далматовський район)
Новосе́льська сільська рада (рос. Новосельский сельский совет) — сільське поселення у складі Далматовського району Курганської області Росії.
Адміністративний центр — село Новосельське.
Населення сільського поселення становить 142 особи (2017; 170 у 2010, 261 у 2002).

## Склад
До складу сільського поселення входять:
| Населений пункт    | Населення, осіб (2002) | Населення, осіб (2010) |
| ------------------ | ---------------------- | ---------------------- |
| Королі, присілок   | 24                     | 16                     |
| Новосельське, село | 195                    | 129                    |
| Семенова, присілок | 42                     | 25                     |